# Piranhas d'Anaheim
Stade
Les Piranhas d’Anaheim étaient une équipe professionnelle de football américain en salle qui a joué dans l'Arena Football League de 1994 à 1997. Ils ont disputé leurs matchs à domicile au Arrowhead Pond à Anaheim, en Californie. L’équipe était à l’origine connue sous le nom de Las Vegas Sting, avant de s’installer à Anaheim en 1996. L’équipe appartenait au futur commissaire de la Arena Football League, C. David Baker.

## Histoire

### Sting de Las Vegas

Le logo du Sting de Las Vegas

Le Sting de Las Vegas était une équipe qui a concouru dans l'Arena Football League pendant les saisons 1994 et 1995. Leurs matchs à domicile en 1994 se sont déroulés au MGM Grand Garden Arena et ont été transférés au Thomas & Mack Center sur le campus de l'université du Nevada à Las Vegas dans le Nevada pour la saison 1995. L'équipe a été transférée à Anaheim, en Californie, avant le début de la saison 1996, date à laquelle elle a été renommée Piranhas d'Anaheim.

#### Saison 1994
Las Vegas recrute Babe Parilli pour commencer la saison. Trois défaites d'affilée ponctuent le début de la saison avant la première victoire de la franchise, à l'extérieur contre les Mustangs de Milwaukee, 32-24, le 10 juin 1994. La première victoire à domicile viendra la semaine suivante contre les Thunderbolts de Cleveland, le 18 juin 1994, sur le score de 26-22. La saison se termine par un bilan négatif, 5-7, mais la quatrième place de la conférence américaine assure une place en playoffs. Le Sting sera battu, 30-49, par les Firebirds d'Albany au premier tour.

#### Saison 1995
Toujours sous la direction de Babe Parilli, Las Vegas commence la saison par quatre défaites de suite. Le bilan final sera cette année de 6-6. Malgré une amélioration de leur bilan, le Sting ne termine qu'à la troisième place de la division Ouest de la conférence américaine et rate les playoffs.

#### Les joueurs
| Sting de Las Vegas 1995 | Sting de Las Vegas 1995 | Sting de Las Vegas 1995 |
| Joueur                  | Position                | Université              |
| ----------------------- | ----------------------- | ----------------------- |
| Mike Babb               | DB,WR/LB                | Weber State             |
| Earl Bell               | OL/DL                   | East Texas State        |
| Tony Blue               | DB                      | UNLV                    |
| Nathan Burchette        | WR/LB                   | Weber State             |
| Kevin Carroll           | OL/DL,DL                | Knoxville College       |
| Steve Clarke            | OL/DL                   | Houston                 |
| Mike Coats              | FB/LB                   | Oklahoma                |
| Wayne Coffey            | WR                      | Texas St.               |
| John Dixon              | OL/DL                   | Western Illinois        |
| Johnny Feinga           | OL/DL                   | Oregon State            |
| Brian Ford              | OL/DL                   | Washington State        |
| Robert Gaddy            | OL/DL                   | Alcorn State            |
| Sam Hernandez           | OL/DL                   | Sonoma State (CA)       |
| Jai Hill                | WR/LB                   | Indiana (PA)            |
| David Hollis            | DB,WR/DB                | UNLV                    |
| Larry Horton            | WR/DB                   | Texas A&M               |
| Ian Howfield            | K                       | Tennessee               |
| Adrian Jarrell          | WR/DB                   | Notre Dame              |
| James Johnson           | FB/LB                   | Jackson State           |
| Robert Johnson          | WR/DB                   | Montana State           |
| Tony Lowery             | QB                      | Wisconsin               |
| Dmitri Markham          | WR/DB                   | North Texas             |
| Rodney Mazion           | WR/DB                   | Nevada-Las Vegas        |
| Scooter Molander        | QB                      | Colorado State          |
| Sai Poulivaati          | OL/DL                   | Oregon State            |
| Fred Robertson          | WR/DB                   | Baylor                  |
| Todd Shaw               | OL/DL                   | Washington State        |
| JeMone Smith            | WR/LB                   | Indiana (PA)            |
| Darryl Tillman          | WR/DB                   | Southern Mississippi    |
| Mike Wilpolt            | WR/DB                   | Mesa State (CO)         |

### Piranhas d'Anaheim
Les Piranhas ont disputé leurs matchs à domicile à l'Arrowhead Pond, où se trouvent les Mighty Ducks d'Anaheim de la Ligue Nationale de Hockey (NHL). L’équipe n’a pas été un succès retentissant sur le marché très onéreux du sud de la Californie et a cessé ses activités à la fin de la saison 1997. La salle (maintenant connue sous le nom de Honda Center) accueillera à nouveau une franchise de l’AFL avec le lancement du Kiss de Los Angeles en 2014.

#### Saison 1996
Babe Parilli a accompagné l'équipe lors de son déménagement depuis Las Vegas et commence la saison très fort avec sept victoires de rang. La fin de saison verra les Piranhas remettre un bilan de 9-5. La deuxième place de la division Ouest de la conférence américaine leur donne accès aux playoffs. Ils y seront éliminés dès le premier tour par le Storm de Tampa Bay, le futur champion de l'ArenaBowl X, sur le score de 16-30.

#### Saison 1997
Pour la saison 1997, les Piranhas recrutent le head coach Mike Hohensee. Celui-ci ne parvient à gagner que deux matchs sur la saison et termine l'année avec un bilan de 2-12 et, évidemment, pas de qualification pour les playoffs.

#### Les joueurs
| Piranhas d'Anaheim 1997 | Piranhas d'Anaheim 1997 | Piranhas d'Anaheim 1997 |
| Joueur                  | Position                | Université              |
| ----------------------- | ----------------------- | ----------------------- |
| Anthony Bridges         | DS                      | North Texas State       |
| Tom Briggs              | DL                      | West Virginia           |
| Tim Brown               | FB/LB,LB,LB             | West Virginia           |
| Kevin Carroll           | OL/DL,DL                | Knoxville College       |
| Steve Clarke            | OL/DL                   | Houston                 |
| Shannon Culver          | WR,OS                   | Oklahoma State          |
| Bryan Driskill          | OL/DL                   | Mankato State (MN)      |
| Johnny Feinga           | OL/DL                   | Oregon State            |
| Bo Gilliard             | WR/LB                   | Nevada-Las Vegas        |
| Tucker Grace            | FB/LB                   | Wake Forest             |
| Mark Grieb              | QB                      | California - Davis      |
| James Guidry            | QB                      | Texas A&I               |
| Kerry Hayes             | WR/LB                   | Western Carolina        |
| Sam Hernandez           | OL/DL                   | Sonoma State (CA)       |
| Jai Hill                | WR/LB                   | Indiana (PA)            |
| Derek Hill              | WR                      | Arizona                 |
| Chauncey Hogan          | WR/DB,DB                | Southern                |
| Ian Howfield            | K                       | Tennessee               |
| A.J. Jenkins            | LB-DE                   | Cal State-Fullerton     |
| Carleton Johnson        | WR/DB,DB                | UNLV                    |
| James Johnson           | FB/LB                   | Jackson State           |
| Tommy Jones             | DB,WR/DB                | Fresno State            |
| John Kaleo              | QB                      | Maryland                |
| Ron Lopez               | QB                      | Utah State              |
| Rodney Mazion           | WR/DB                   | Nevada-Las Vegas        |
| Cristin McLemore        | WR/DB                   | Oregon                  |
| Darryl Milburn          | DE                      | Grambling St.           |
| Ryan Murray             | WR/DB                   | Saint John's            |
| Delvin Myles            | WR/DB                   | Oklahoma State          |
| Jason Oliver            | WR/DB                   | Southern California     |
| Sai Poulivaati          | OL/DL                   | Oregon State            |
| Chuck Reed              | OL                      | Nevada-Las Vegas        |
| Bryan Reeves            | WR                      | Arizona St.             |
| Clarence Siler          | OL/DL                   | Cal-Fullerton           |
| Donta Simpson           | FB/LB                   | Missouri Western        |
| Jim Spencer             | OL/DL                   | Syracuse                |
| Daren Williams          | FB/LB                   | Nebraska                |
| Lee Williamson          | QB                      | Presbyterian (SC)       |
| Spencer Wray            | WR/DB                   | Arizona                 |

## Hall of Fame
Anciens du Sting de Las Vegas et des Piranhas d'Anahaim entrés au Hall of Fame de l'Arena Football League.
| Nom           | Année d'entrée | Position(s) | Années aux Sting/Piranhas |
| ------------- | -------------- | ----------- | ------------------------- |
| Sam Hernandez | 2011           | OL/DL       | 1994–1997                 |
| Mike Hohensee | 2012           | Head Coach  | 1997                      |